# Burg Schwarzenfels
Die Burg Schwarzenfels ist die Ruine einer Höhenburg auf einer 427 m ü. NN hohen Anhöhe im Ortsteil Schwarzenfels in der Gemeinde Sinntal im Main-Kinzig-Kreis in Hessen. Ihren Namen soll sie von dem schwarzen Dolerit tragen, aus dem sie gebaut ist.

## Geschichte
Die Burg wurde 1280 erstmals urkundlich erwähnt. 1333 kam sie mit einer Erbschaft vom Haus Rieneck an die Grafschaft Hanau. Sie war ein Reichslehen und bildete den Verwaltungsmittelpunkt des Amtes Schwarzenfels. Deshalb wurde sie in der Zeit, nach der Burganlagen gebaut wurden, zu einem Wohnschloss ausgebaut, wovon heute noch das reich geschmückte Portal von 1621 mit dem davor liegenden Brunnen zeugt.
Die Herren und Grafen von Hanau verwendeten die Burg wiederholt wie auch die Schlösser in Steinau und Windecken als Ausstattung für Witwen aus dem Haus Hanau, die dort ihren Wohnsitz nahmen. In der Erbauseinandersetzung zwischen Graf Philipp Ludwig II. und seinem Bruder, Graf Albrecht, wurden letzterem schließlich die Ämter Schwarzenfels, Ortenberg, die Kellerei Naumburg und der hanauische Anteil an Assenheim zugesprochen. Albrecht nahm seinen Wohnsitz auf der Burg, und seine Linie benannte sich nach ihr „Hanau-Münzenberg-Schwarzenfels“. Diese Seitenlinie des Hauses Hanau starb aber schon in der nächsten Generation mit Johann Ernst von Hanau-Münzenberg-Schwarzenfels aus, der zuvor für wenige Monate in den Jahren 1641 und 1642 die gesamte Grafschaft Hanau-Münzenberg erbte. Im Dreißigjährigen Krieg wurde die Burg zerstört und die Kernburg aufgegeben. 1643 wurden Amt und Burg Schwarzenfels als Pfand zusammen mit anderen Sicherheiten an die Landgrafschaft Hessen-Kassel gegeben. Sie sollte für unbezahlten Kosten bürgen, die im Zusammenhang mit der Befreiung der Stadt Hanau von der Belagerung durch kaiserliche Truppen 1636 der Landgrafschaft entstanden waren. Es gelang den Grafen von Hanau nicht mehr, dieses Pfand von Hessen-Kassel zu lösen. So wurde auch die Burg wie landgräfliches Eigentum verwaltet, auch nachdem Hessen-Kassel 1736 nach dem Tod des letzten Hanauer Grafen, Johann Reinhard III., die Grafschaft Hanau-Münzenberg einschließlich der Burg erbte. Erst 1786 wurde die Burg unter Landgraf Wilhelm IX. von Hanau wieder der Verwaltung der Grafschaft Hanau zugeordnet.
Nach der Annexion des Kurfürstentums Hessen in der Folge des Deutschen Kriegs 1866 übernahm der preußische Fiskus die Anlage. Da er keine Verwendung dafür hatte, ließ er alle nicht mehr genutzten Teile verfallen oder verkaufte sie, 1877 etwa die Burgwirtschaft. Erst ab dem Ende des 19. Jahrhunderts wurde dem Verfall Einhalt geboten. Das Land Hessen, Rechtsnachfolger des preußischen Staates als Eigentümer, hatte zeitweise eine Forstverwaltung hier untergebracht.
Ulrike Edschmid wuchs auf Burg Schwarzenfels auf.

## Anlage
Von der Burg stehen noch ansehnliche Mauerreste, der Blick vom Bergfried verdeutlicht ihre beherrschende Lage. Zentrum der renovierten Anlage ist das große Marstallgebäude von 1557. Der 25 Meter hohe Bergfried wurde 2015/16 aufwendig saniert, mit einer stählernen Außen- und Innentreppe sowie einer neuen Aussichtsplattform aus Metallgitter und Glas versehen.
Die denkmalgeschützte Burg gehört zur Verwaltung der Staatlichen Schlösser und Gärten Hessen und ist seit 2007 an einen Verein, der von den Bürgern Schwarzenfels initiiert wurde, verpachtet. Dieser will die Burg nachhaltig beleben, z. B. durch Nutzung der seit 1979 sich in der ersten Etage des Marstallgebäudes befindlichen Jugendherberge.

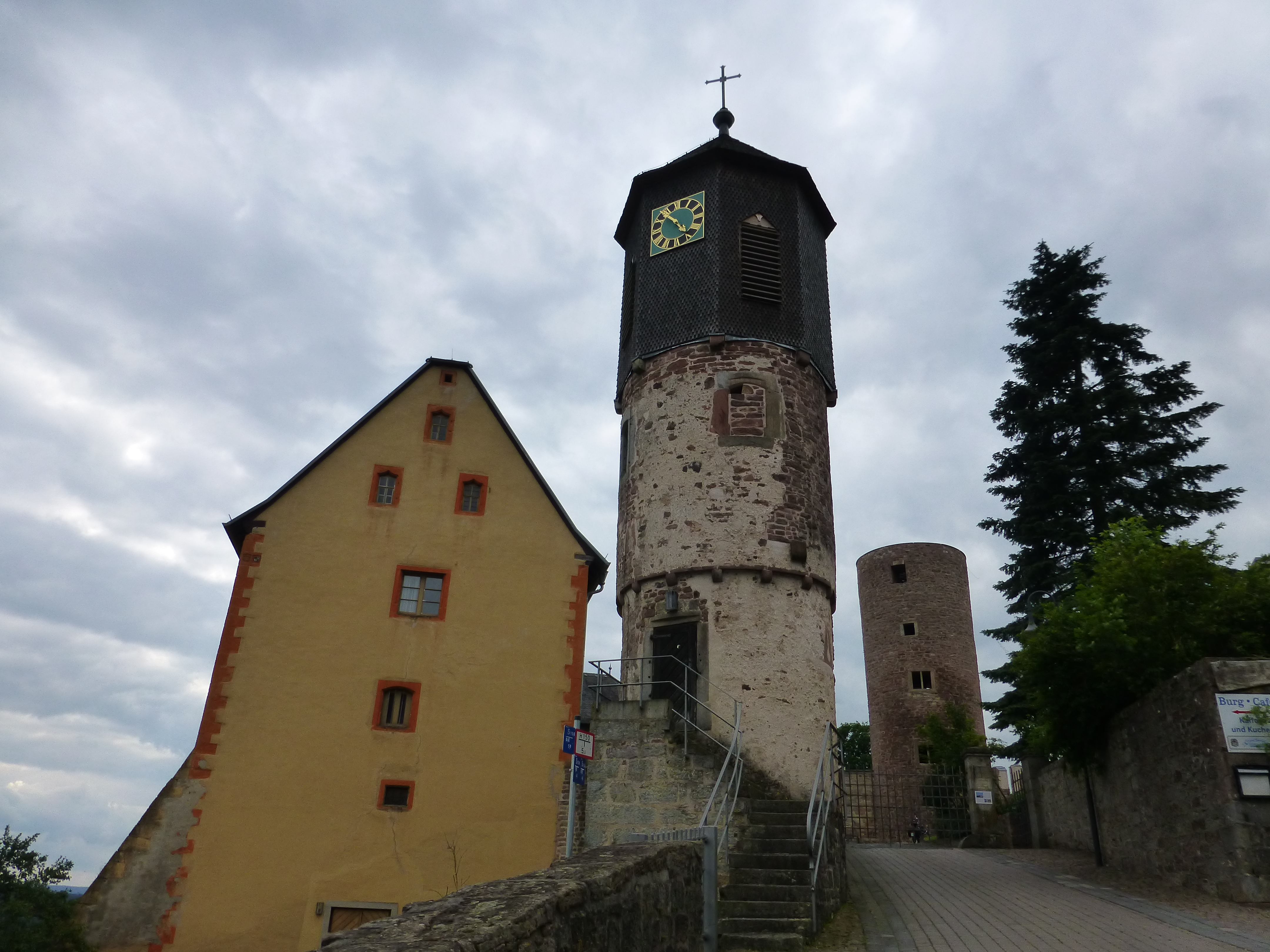
Eingang zur Burg Schwarzenfels
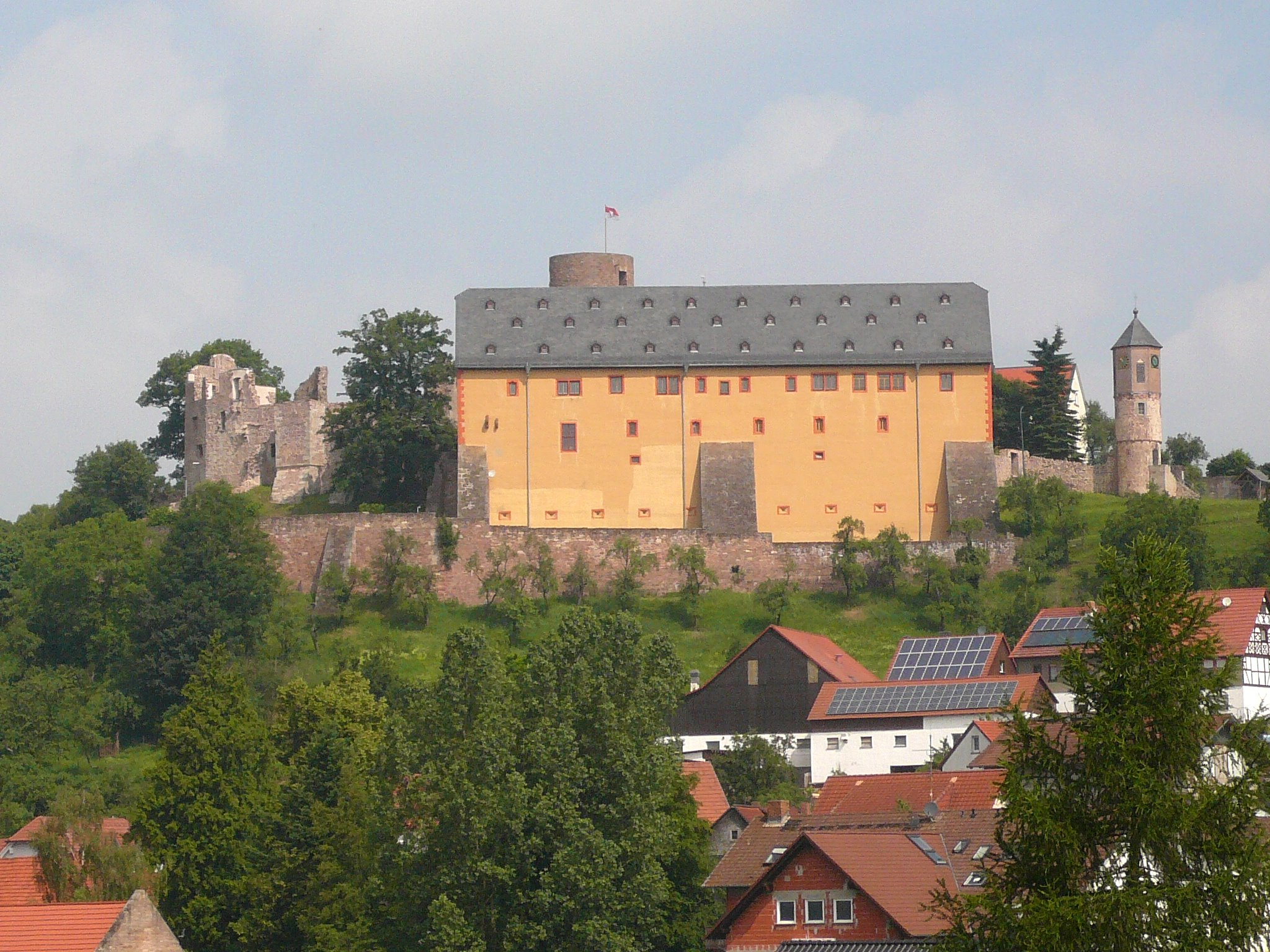
Gesamtansicht von Süden
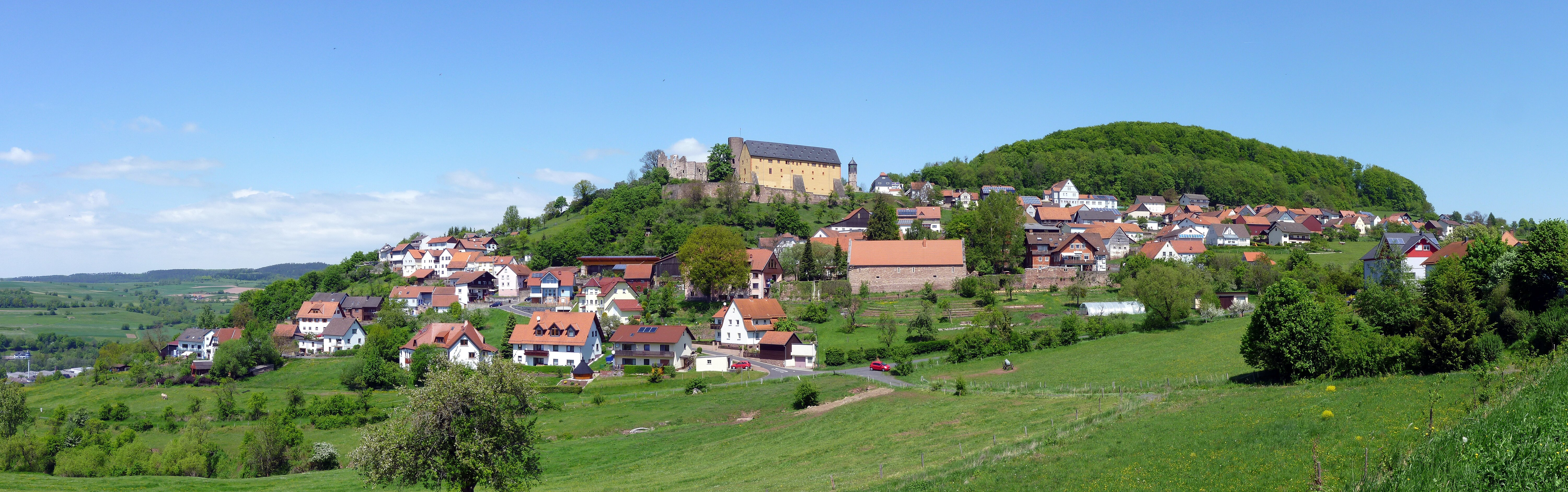
Ansicht mit Schwarzenfels
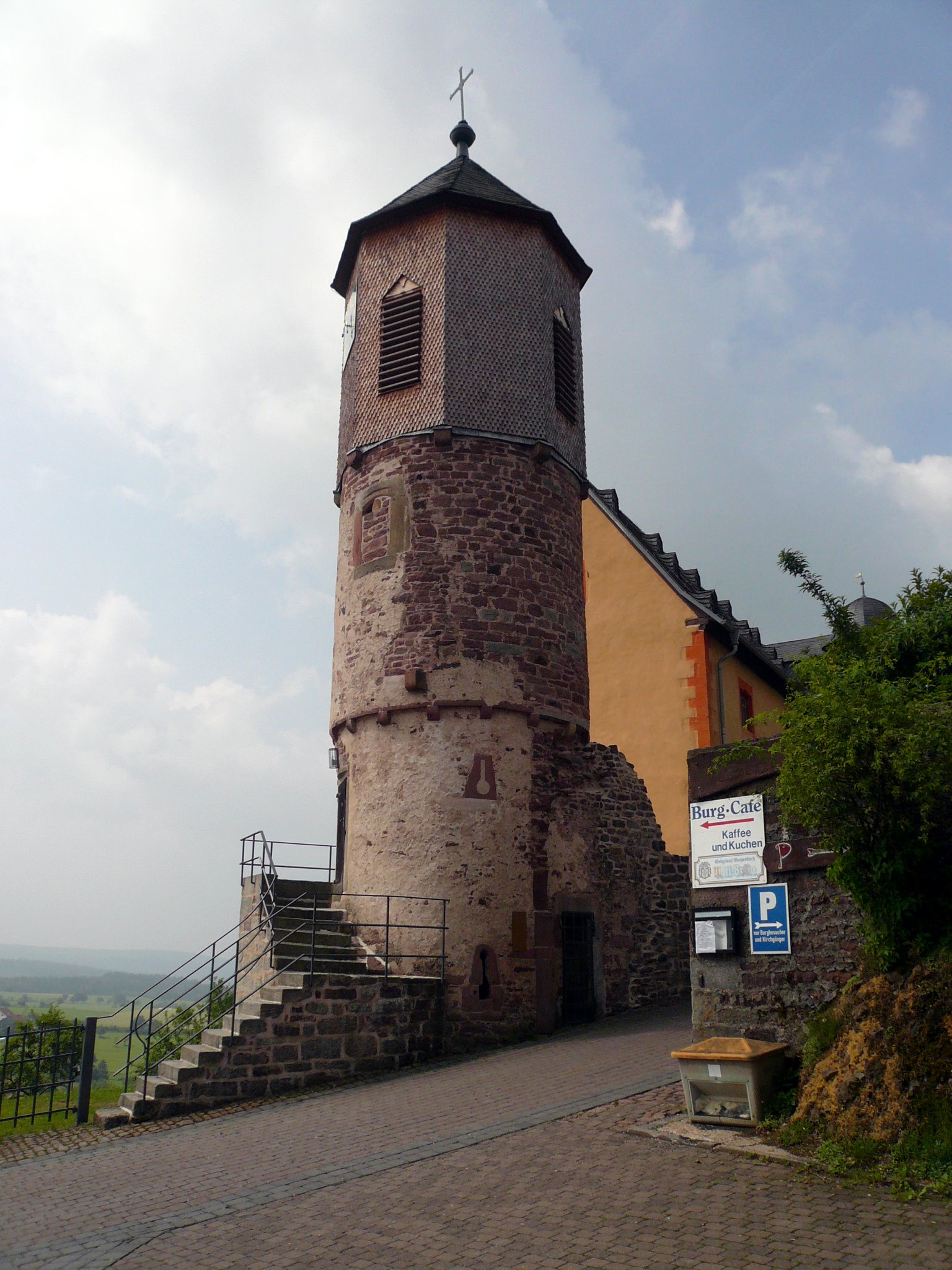
Uhrturm am Hofeingang
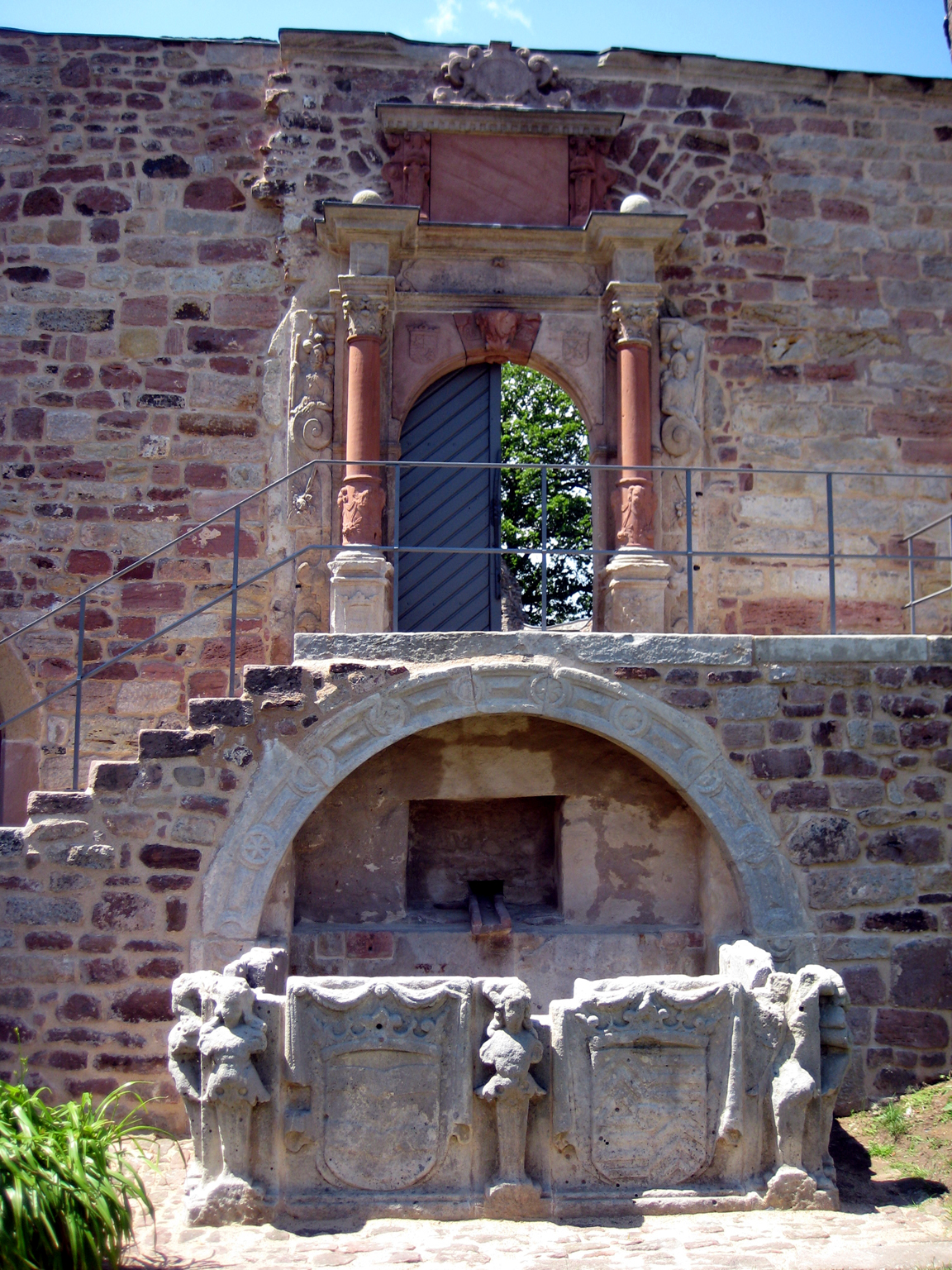
Burgtor und Brunnen
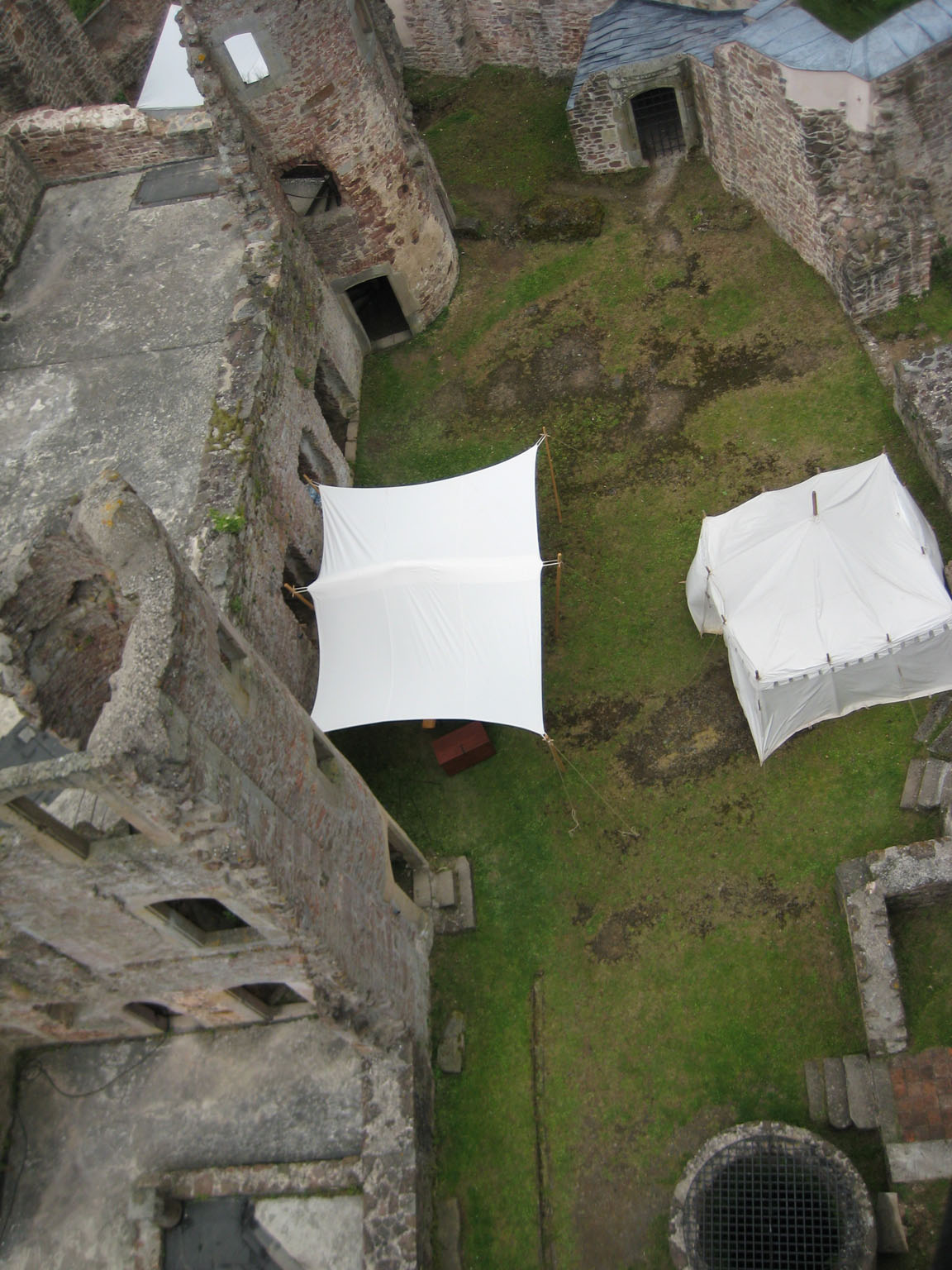
Burghof
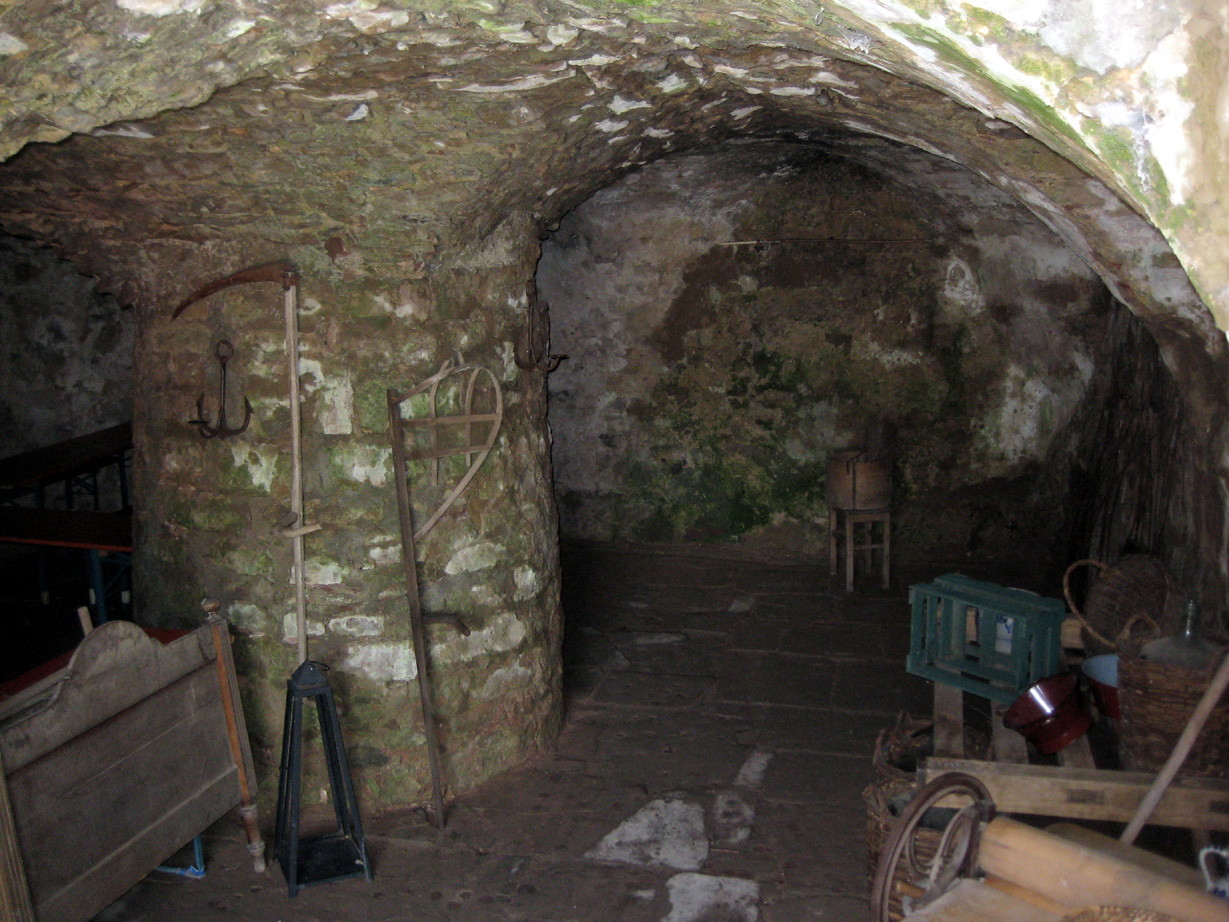
Krypta Margarethenkapelle (um 1280)
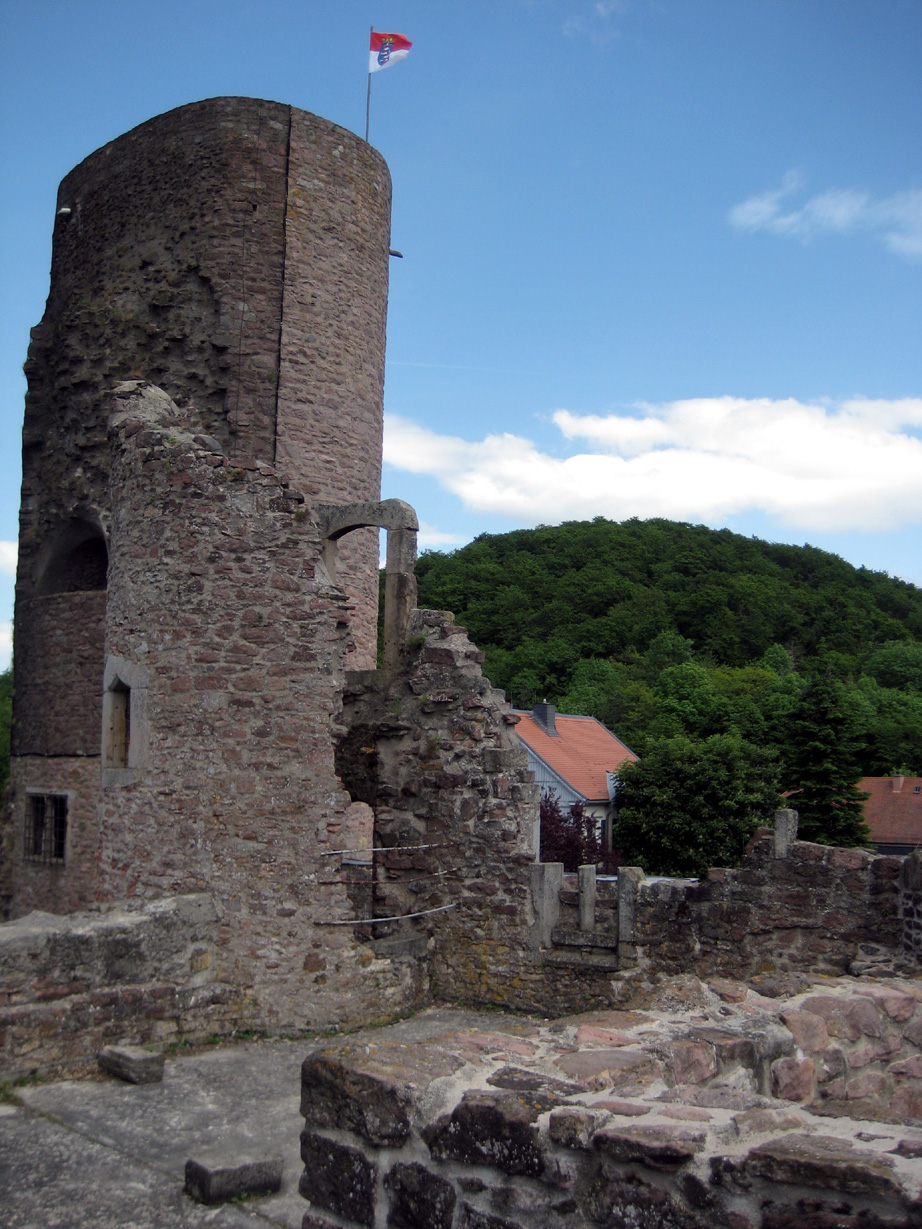
Bergfried
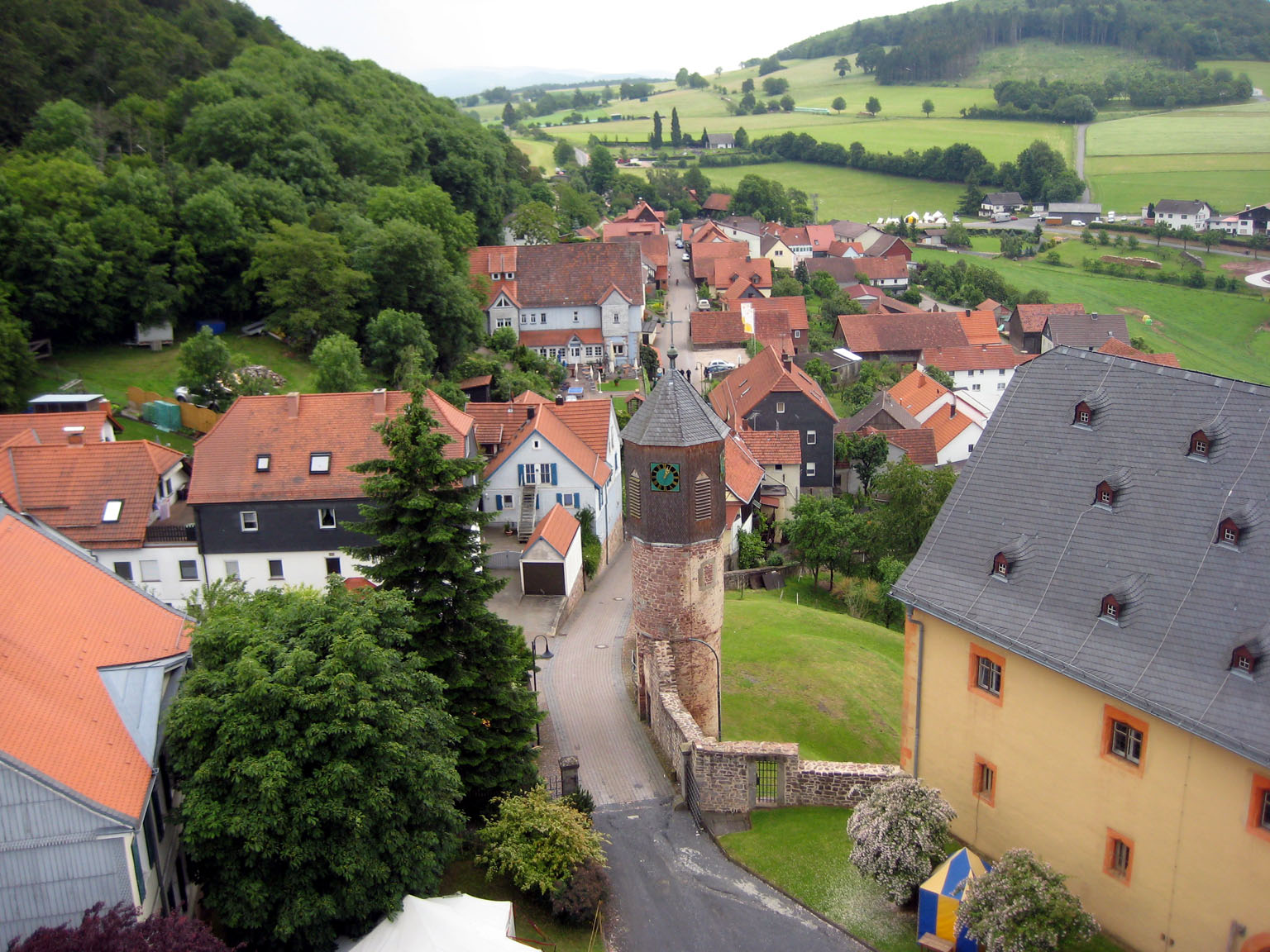
Blick vom Bergfried aufs Oberdorf
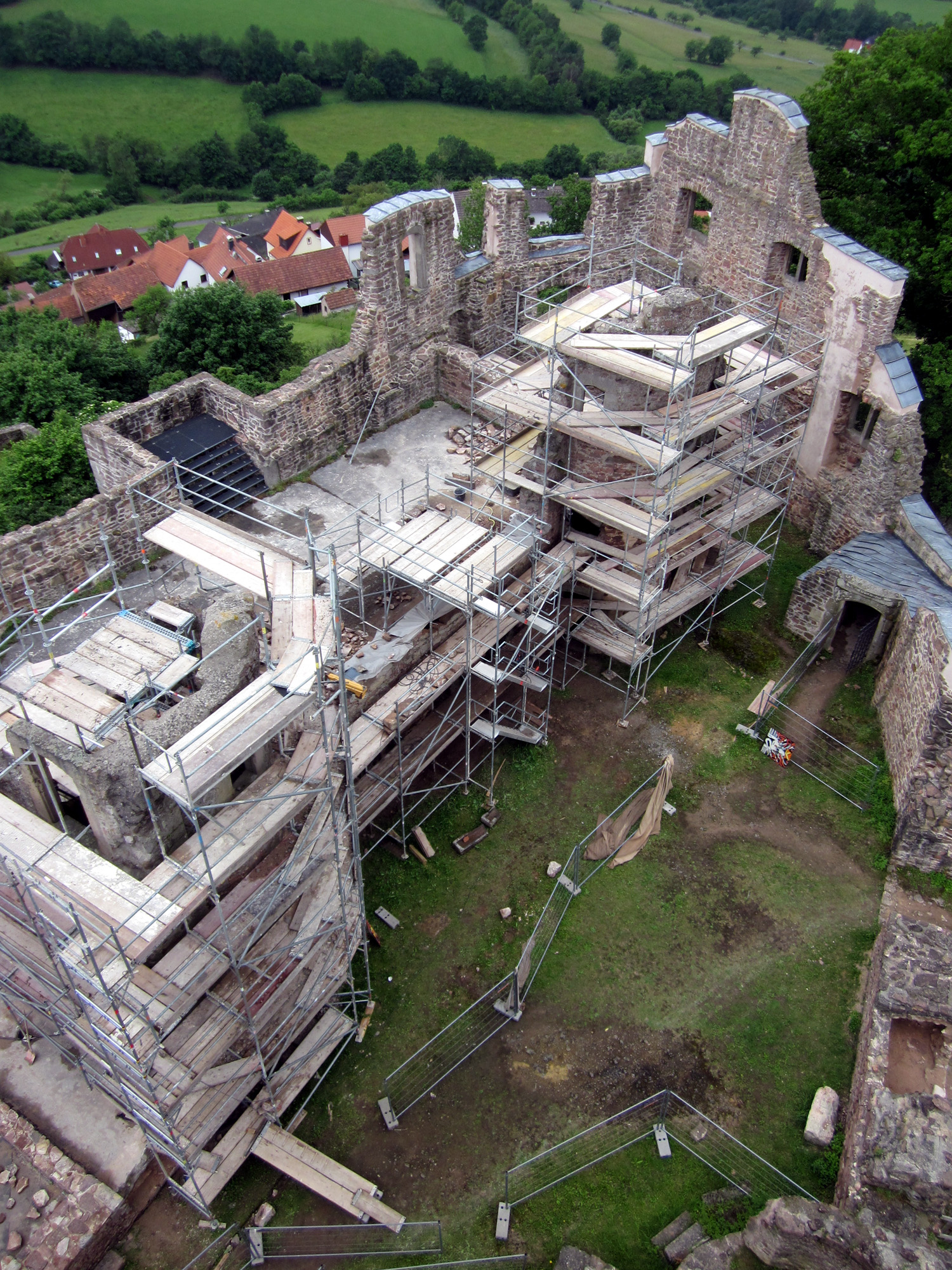
Instandhaltung 2012

## Veranstaltungen
- Historischer Erlebnisweihnachtsmarkt[2][3]